# Moritz Mohr

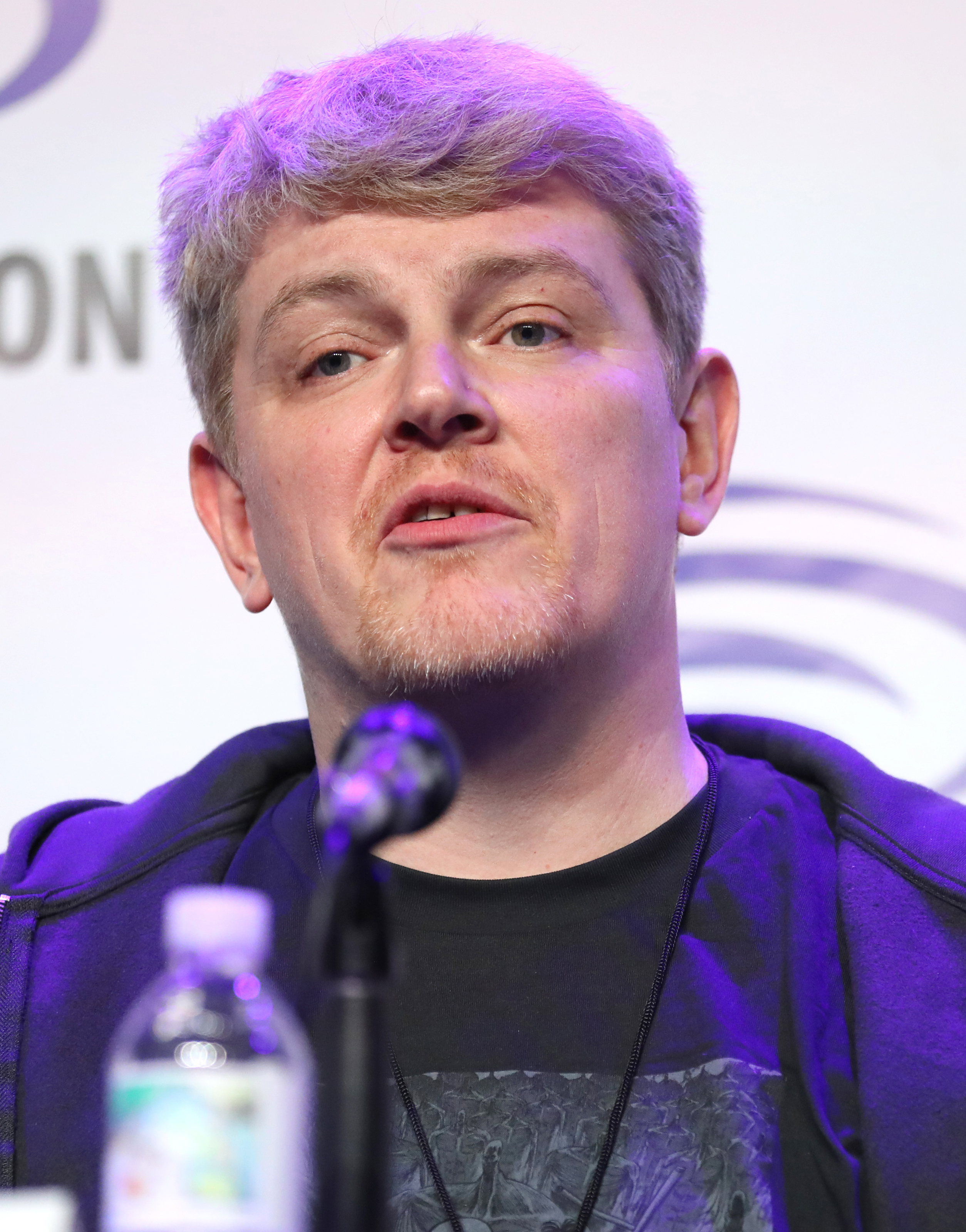
Moritz Mohr (2024)

Moritz Mohr (* 1981 in Frankfurt am Main) ist ein deutscher Filmregisseur.

## Leben
Moritz Mohr wurde 1981 in Frankfurt am Main geboren und studierte an der Filmakademie Baden-Württemberg. Er ist auch Absolvent der University of California in Los Angeles. Zwischen 2005 und 2011 führte er bei mehreren Kurzfilmen Regie, darunter Akumi, Vidiots und Hurensohn. In dieser Zeit war er auch für Werbespots für Unternehmen wie  Oxfam und eprimo und Marken wie Ferrero Küsschen verantwortlich.
Mohrs Spielfilmdebüt Boy Kills World feierte im September 2023 beim Toronto International Film Festival seine Premiere. Der Film mit Bill Skarsgård in der Titelrolle wird von ihm selbst als eine Mischung aus John Wick, Deadpool und Kill Bill beschrieben und ist von verschiedenen B-Movies und Action-Videospielen wie Mortal Kombat. inspiriert. Vorlage für die im Film erzählte Rachegeschichte waren Kung-Fu-Filme der alten Schule, wie sie vornehmlich in den 1970er Jahren entstanden.
Moritz Mohr lebt in Berlin.

## Filmografie
- 2005: Akumi (Kurzfilm, Regie)
- 2006: Vidiots (Kurzfilm, Regie)
- 2008: Hurensohn (Kurzfilm, Regie)
- 2008: Der Sohn des N. (Kurzfilm, Regie)
- 2009: Battlefield (Kurzfilm, Regie und Drehbuch)
- 2011: Viva Berlin (Kurzfilm, Regie)
- 2023: Boy Kills World